# Черемошна (Верховинський район)
Черемо́шна (іст. назва — Ферескул, до 1946 р. — Ферескуля) — село Верховинського району Івано-Франківської області, Україна. Входить до складу Білоберізької сільської громади.

## Історія
У дорадянські часи називалося Ферескуля. 
7 червня 1946 року указом Президії Верховної Ради УРСР село Ферескуля Жаб'євського району перейменовано на село Черемошна, а Ферескульську сільську раду — на Черемошненську.
12 серпня 1952 р. Жаб'євський райвиконком ліквідував Яблоницьку сільраду з приєднанням її до Черемошненської сільради.
24 серпня 1991 року село в складі незалежної України.
2 жовтня 2015 року шляхом об'єднання Білоберізької, Устеріківської та Хороцівської сільських рад село увійшло до Білоберізької сільської громади.
12 червня 2020 року, відповідно до Розпорядження Кабінету Міністрів України  № 714-р «Про визначення адміністративних центрів та затвердження територій територіальних громад Івано-Франківської області», увійшло до складу Білоберізької сільської громади.
19 липня 2020 року, в результаті адміністративно-територіальної реформи та ліквідації Верховинського району, село увійшло до складу новоутвореного Верховинського району.

## Населення
Згідно з переписом УРСР 1989 року чисельність наявного населення села становила 570 осіб, з яких 274 чоловіки та 296 жінок.
За переписом населення України 2001 року в селі мешкала 651 особа. 100 % населення вказало своєю рідною мовою українську.

## Церква Чуда Архангела Михаїла
У центрі села розташована дерев'яна гуцульська церква — пам'ятка архітектури ще часів Української РСР (№ 1151). Церква хрещата в плані, з великим зрубом нави та малими раменами, її використовує громада Православної церкви України.

## Відомі люди
- Петросаняк Галина Іванівна — українська поетеса;
- Попадюк Василь Дмитрович — священник;
- о. Стефан Антимович — греко-католицький священник, парох, убитий «опришками»[10]